# Silicon Messiah
Silicon Messiah è il primo album dei Blaze, pubblicato nel 2000.
Nonostante questo album fosse stato ultimato da sei mesi, viene distribuito sette giorni prima dell'uscita di Brave New World degli Iron Maiden.

## Tracce
1. Ghost in the Machine – 4:20
2. Evolution – 4:55
3. Silicon Messiah – 5:13
4. Born As a Stranger – 5:53
5. The Hunger – 7:06
6. The Brave – 4:05
7. Identity – 5:26
8. Reach for the Horizon – 4:31
9. The Launch – 2:53
10. Stare at the Sun – 7:46

Bonus track (15th Anniversary Edition)
1. The Day I Fell to Earth - 3:59
2. Motherfuckers R us - 3:54
3. Tough as Steel - 7:13
4. Video Clip - 9:21

## Formazione
- Blaze Bayley – voce
- Steve Wray – chitarra
- John Slater – chitarra
- Rob Naylor – basso
- Jeff Singer – batteria